# 于斯屈达尔

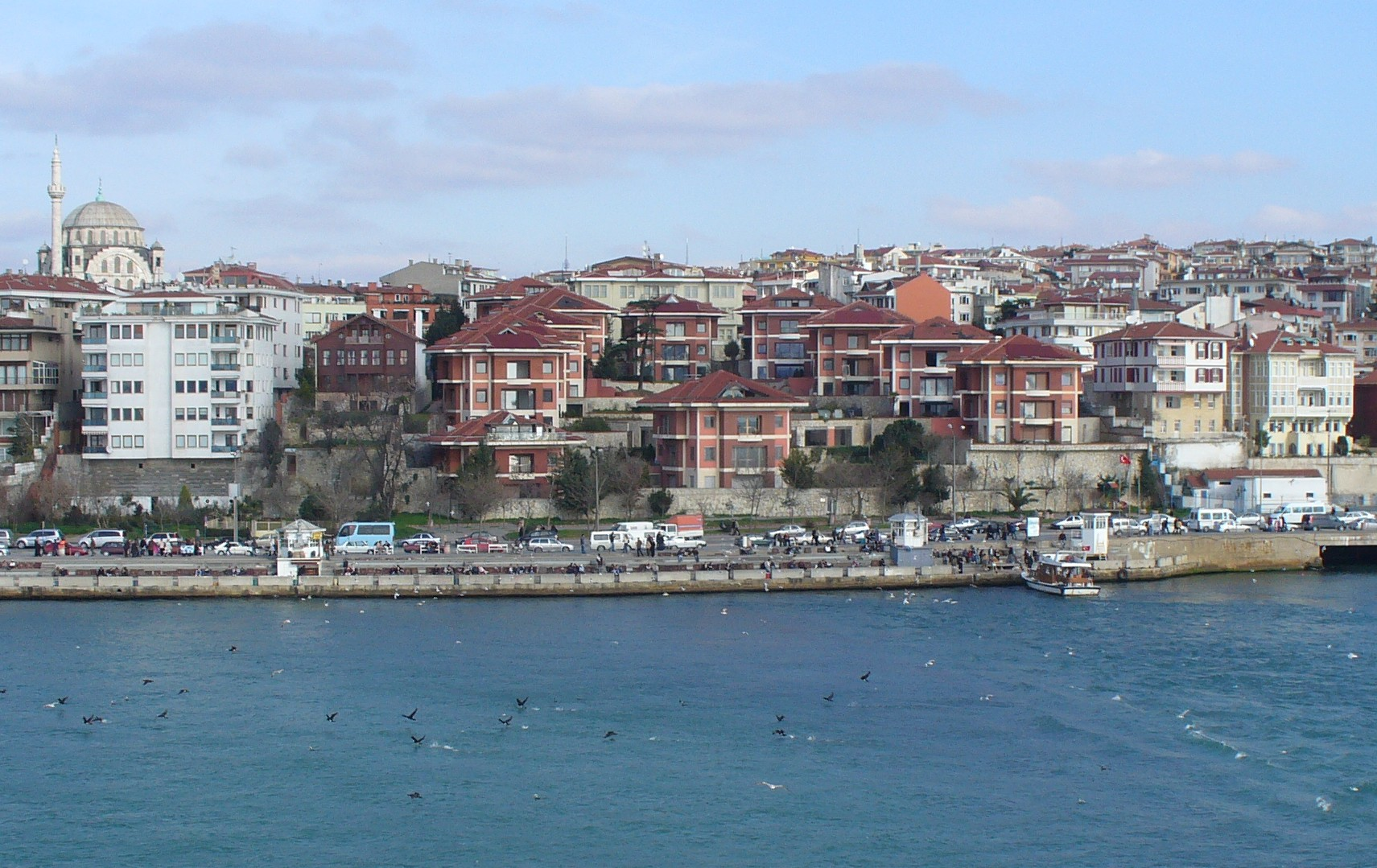

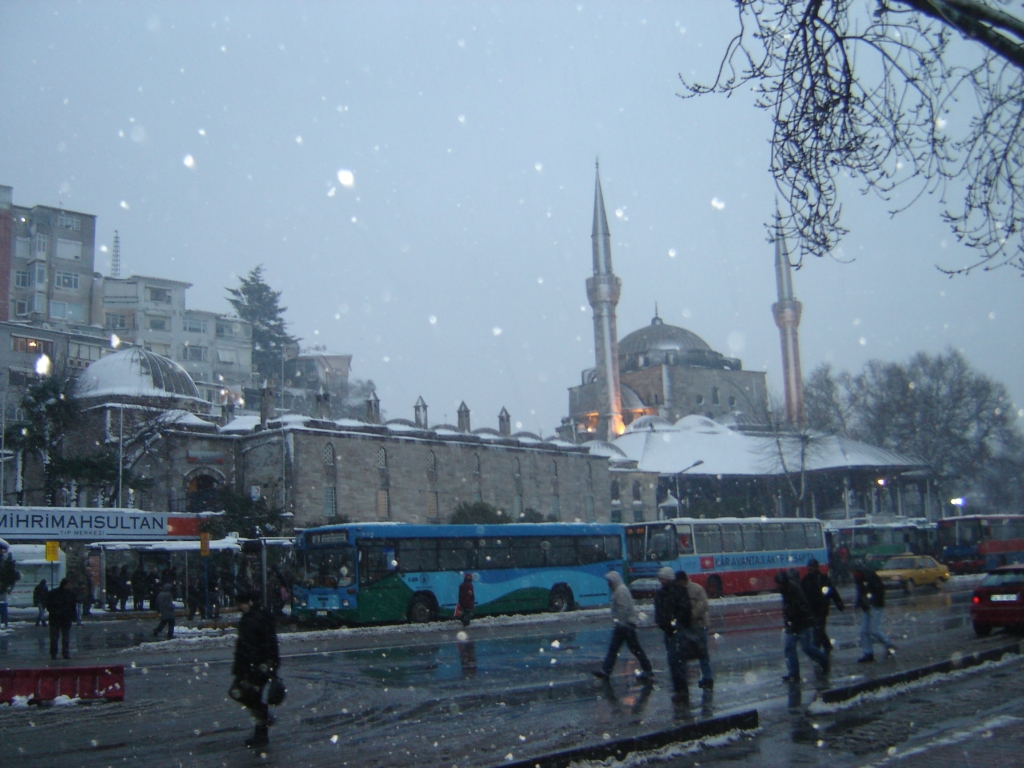

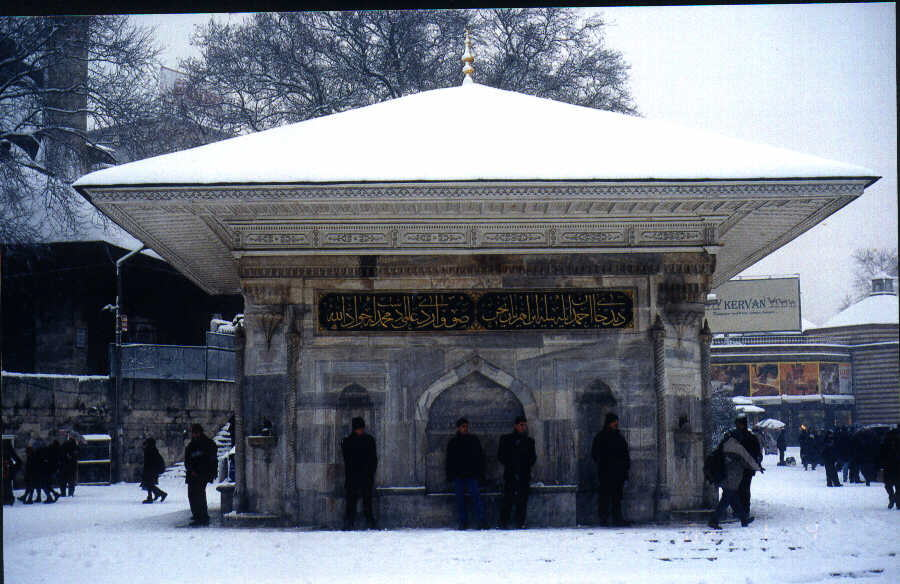
广场上的艾哈迈德三世喷泉

于斯屈达尔（土耳其語：Üsküdar）或譯斯库塔利（英語：Scutari）是土耳其伊斯坦布尔一个面积广阔，人口密集的市区，位于博斯普鲁斯海峡的安纳托利亚一侧，与艾米諾努区相对。大约五十万人口。
此地最早由来自迈加拉的古希腊殖民者建立，名为克里索波利斯（希臘語：Σκουτάριον），而在几十年前，拜占庭城在海峡对面建立。12世纪，其更名为斯库塔利，名字来自于附近同名的皇帝宫殿。
于斯屈达尔区是伊斯坦布尔最古老的住宅郊区，比博斯普鲁斯海峡对岸拥挤的欧洲一侧较为宽松，有许多居民到欧洲一侧上班或上学（于斯屈达尔便宜的房价和中心的位置吸引了大量的学生）。在高峰时间，在海滨，从渡船和摩托艇换乘巴士及专线小巴的人熙熙攘攘。于斯屈达尔也有海的气味，摩托艇和海鸥的声音，以及这个城市的最美的风景之一。
截至2006年，中心广场正在挖博斯普鲁斯海峡海底隧道，开通一条地下铁路。
渡轮码头后面的区域是一个繁忙的购物区，拥有许多餐馆（包括著名的Kanaat Lokantasi供应奥斯曼菜，橄榄油菜肴，和冰淇淋），还有许多重要的奥斯曼清真寺。但是，也有相对较少的咖啡馆，电影院，台球厅，和青年聚集的地点。
私立的伊斯坦布尔商业大学，由商会所有，在这里有一个校园。

## 宗教
于斯屈达尔拥有180多座清真寺，其中有许多是古老的奥斯曼建筑，为了后宫妇女而建，由著名建筑师科查·米馬爾·希南设计。乘渡轮来到于斯屈达尔，首先可以看到在轮渡码头的两侧各有一个清真寺，都是由希南所设计。较大的一座是米赫里馬赫蘇丹清真寺，有时称为码头清真寺（İskele），由苏莱曼大帝的獨生女所建；较小的一座是谢姆西帕夏清真寺，由苏莱曼的一个大臣所建。Şemsi 帕夏清真寺庭院内有一座小型图书馆，人们可以在那里坐下，享受博斯普鲁斯海峡的海风。
稍向内陆去，介于艾哈迈德三世喷泉和Şemsi帕夏清真寺之间的是巨大的新皇太后清真寺，由艾哈迈德三世的母亲所建。从码头上山，在 Valideiatik 街区是老皇太后清真寺，由穆拉德三世的母亲所建，也是由希南设计。再向上去，是规模较小的Çinili 清真寺。在Karacaahmet公墓内是巨大的萨奇琳清真寺，2009年建成。
该区拥有数座基督教堂，包括东正教的先知以利亚（İlya Profiti）教堂（目前建筑建于1831年），亚美尼亚教会的施洗约翰（Surp Garabet）教堂（始建于1590年，目前的建筑建于1888年）、圣十字架（Surp Haç）教堂（1676年建，1880年重建）、光照者聖貴格利（Surp Krikor Lusavoriç）教堂（1835年建，1861年重建）和十二使徒（Surp Yergodasan Arakelots）教堂（建于1846年）。
该区还有两座犹太会堂，均建于19世纪。